# جيمس بارنت
جيمس بارنت (بالإنجليزية: James Barnet)‏ هو موظف مدني ومهندس معماري أسترالي، ولد في 1827، وتوفي في 16 ديسمبر 1904 في Forest Lodge, New South Wales ‏ في أستراليا.